# Koper

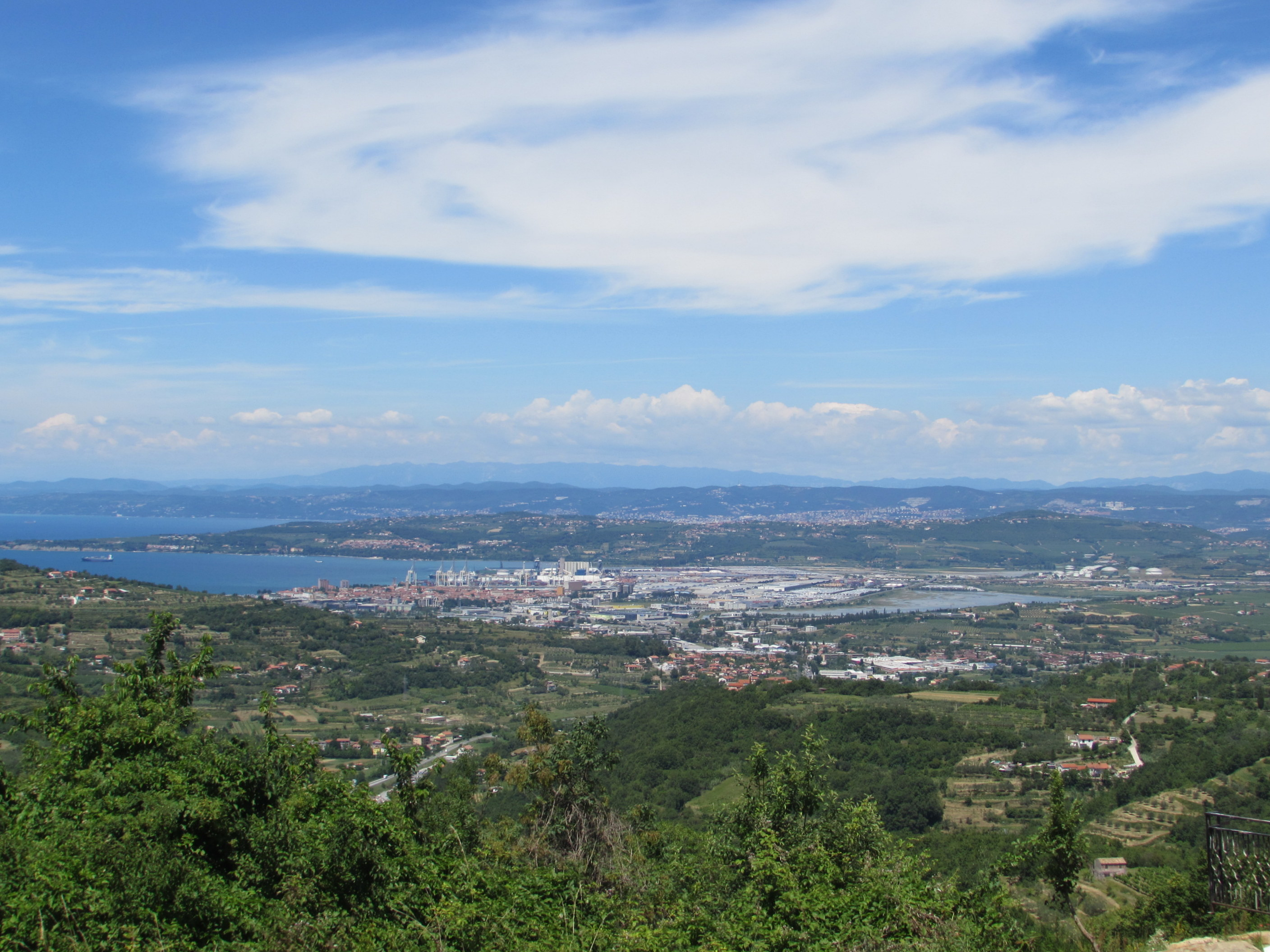
Blick auf die Hafenstadt

Die Stadt Koper ist der Hauptort der slowenischen Stadtgemeinde Koper auf der Halbinsel Istrien. Die Stadt hatte im Jahr 2021 26.054 Einwohner.

## Name
Da sich die ethnischen und sprachlichen Verhältnisse seit der Entstehung der Siedlung immer wieder geändert haben, bestehen bis heute Bezeichnungen, die je nach Sprache mehr oder minder differieren:
italienisch Capodistria, deutsch Gafers; kroatisch Kopar, lateinisch Capris und slowenisch Koper. Der italienische Name kommt von Capo d’Istria.

## Sprachen
Die Mehrheit der Bevölkerung (74,1 %) gab bei der Volkszählung 2002 Slowenisch als Muttersprache an. Weitere Sprachen sind Serbokroatisch (17,5 %), Italienisch (2,2 %), Mazedonisch und Albanisch (je 0,5 %).
Italienisch gilt in Koper als anerkannte Minderheitensprache mit besonderem Schutz durch Art. 64 der slowenischen Verfassung. Die öffentliche Beschilderung ist zweisprachig. Vor dem Zweiten Weltkrieg gab es im Gebiet der heutigen Gemeinde Koper (dem damaligen Capodistria) eine mehrheitlich italienischsprachige Bevölkerung, die 1945/1954 floh oder vertrieben wurde.

## Stadtgliederung

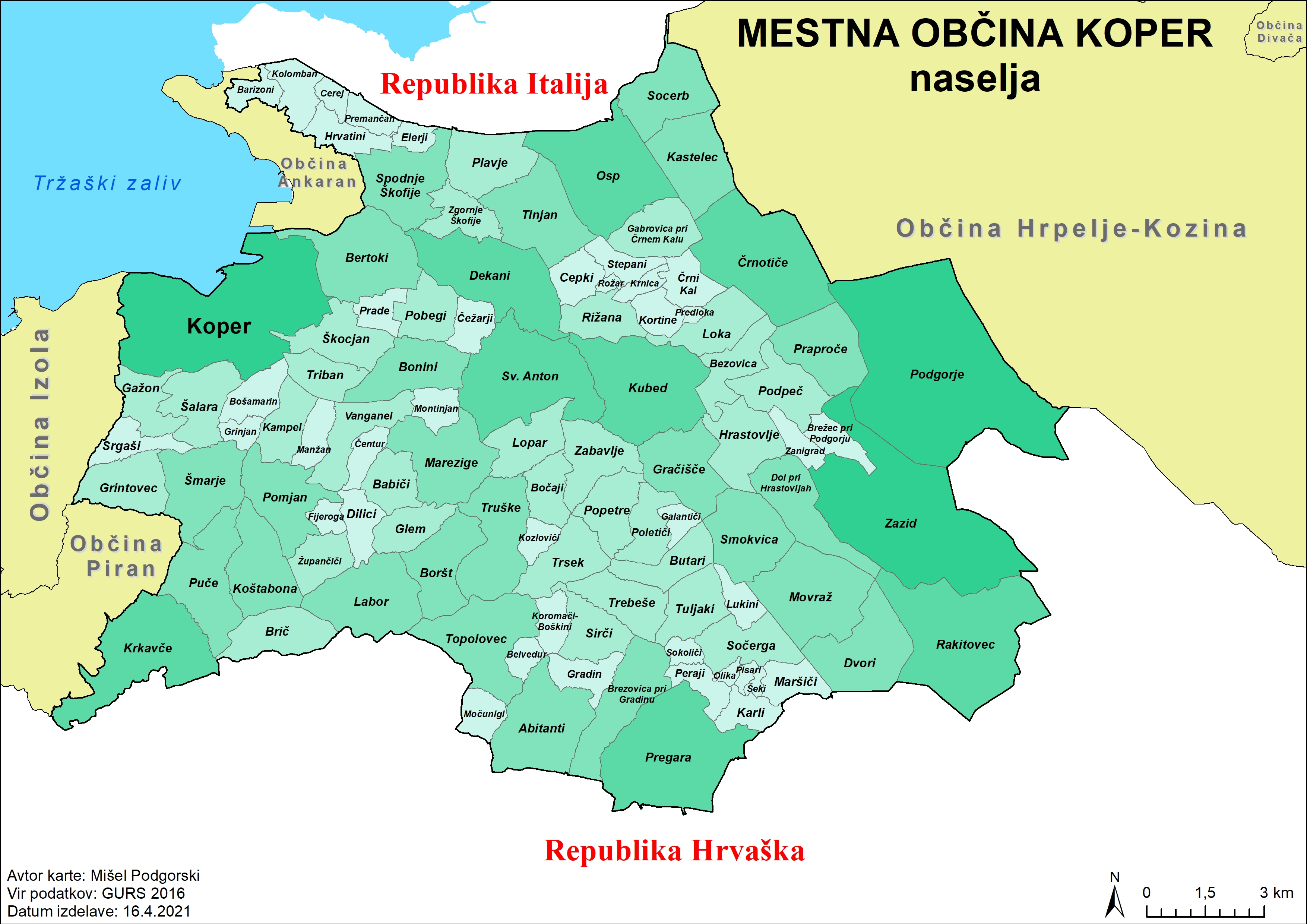
Übersichtskarte der Ortsteile

Die der Stadtgemeinde den Namen gebende Stadt Koper besteht aus den Stadtteilen
| - Bonifika/Bonifica - Center/Centro - Markovec/Monte - San Marco | - Olmo - Prisoje - Semedela/Semedella - Šalara/Salara - Žusterna/Giusterna. |

Insgesamt besteht die Stadtgemeinde aus mehr als 100 Ortschaften:

## Geschichte

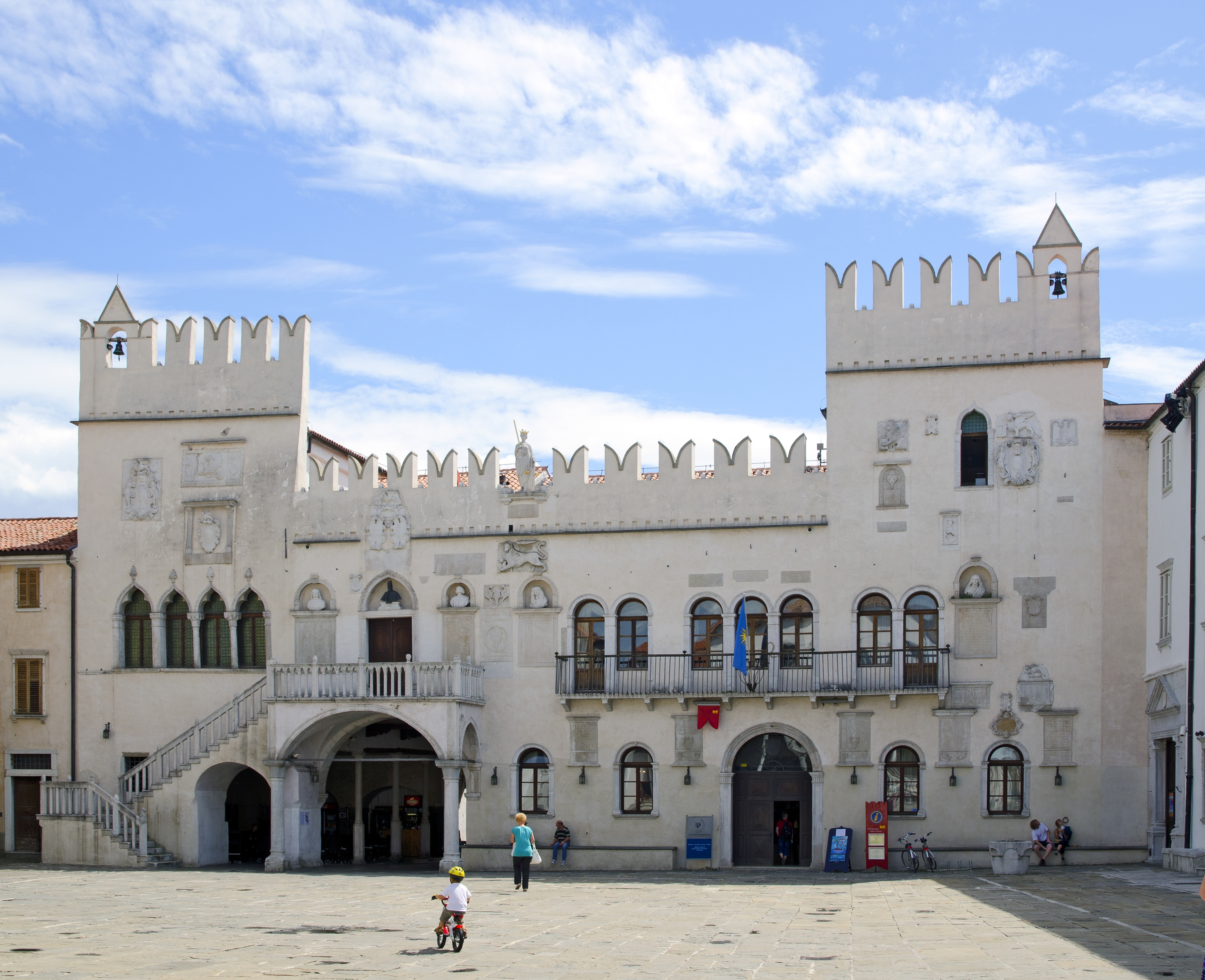
Prätorenpalast, in heutiger Form erbaut im 15. Jahrhundert (Tito-Platz). Der ghibellinische Zinnenfries über der Frontfassade wurde 1664 errichtet. Seit 2001 ist der Palast wieder Sitz der Stadtverwaltung.

Koper entstand aus einer kleinen Siedlung auf einer Insel im Golf von Triest. Im antiken Griechenland war der Ort als Aegida bekannt; die Römer nannten die Stadt Capris, Caprea, Capre oder Caprista. Ab 524 lässt sich dort ein Bischofssitz nachweisen. Die einzigen, die auf Istrien den Status einer civitas errangen, waren neben Koper die Städte Triest, Novigrad, Poreć, Pula und Pićan.
Im Jahre 568 flohen Einwohner des nahe gelegenen Triest vor den Langobarden nach Caprea. Zu Ehren des oströmischen Kaisers Justinian II. wurde die Stadt in Justinopolis umbenannt.

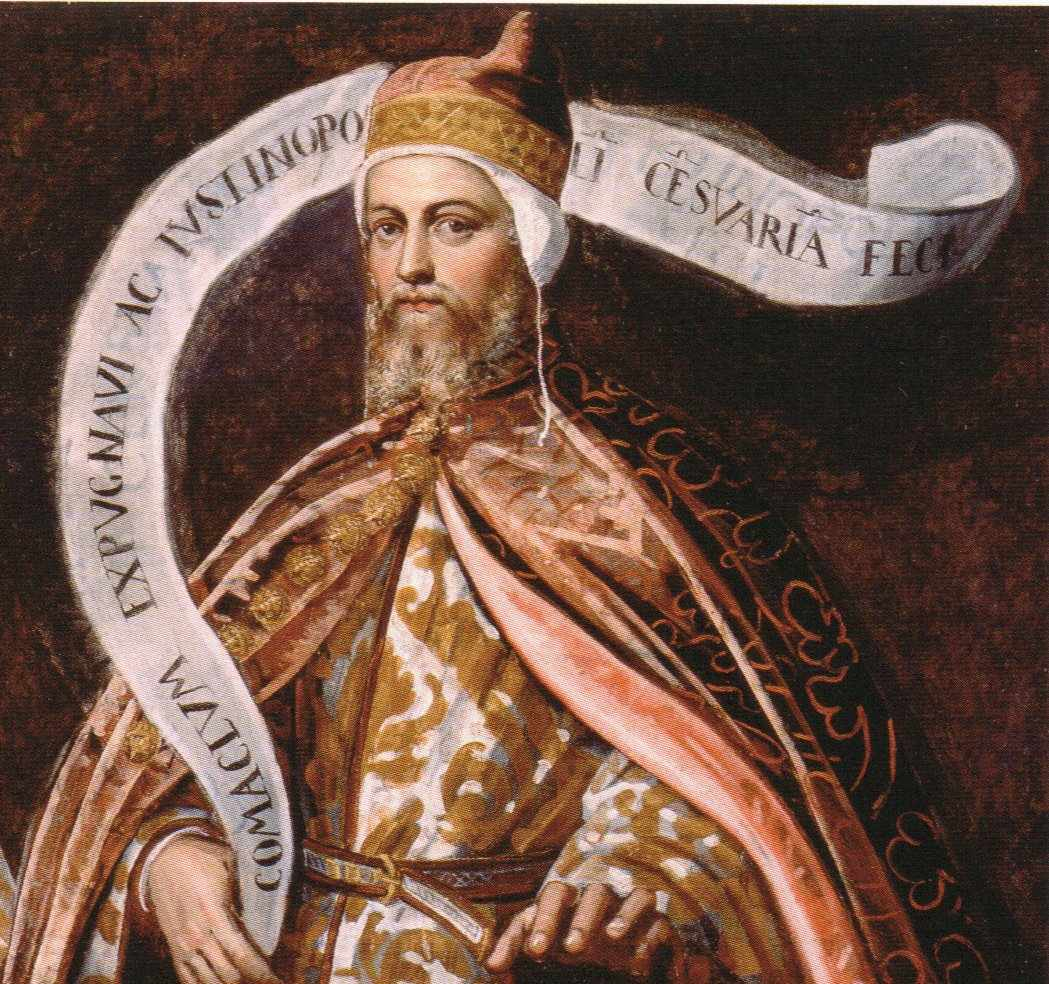
Domenico Tintoretto: Der Doge Pietro II. Candiano († 939) in der Reihe der 115 Dogenporträts im Dogenpalast; das Spruchband betont u. a. seine Rolle im Kampf um „Ivstinopolim“

Aus dem Jahr 932 ist ein bereits bestehender Handel zwischen Venedig und Iustinopolis überliefert. In diesem Jahr schloss Venedig mit der Stadt einen Vertrag auf gegenseitige Hilfe gegen äußere Angriffe; letztlich unterwarf sich die Stadt der venezianischen Tribut- und Schutzherrschaft. Zwischen 932 und 977 entstand in Iustinopolis eine Kommune, die dem Dogen alljährlich 100 Amphoren besten Weines als Symbol ihres Vertragsverhältnisses zukommen ließ. 933 versuchten einige Kommunen, sich gegen die Herrschaft Venedigs aufzulehnen, doch genügte eine Handelsblockade, um die Halbinsel zum Nachgeben zu zwingen. Venezianer erwarben in Capodistria Salz, Olivenöl, Wein und Früchte, von Süden kamen griechische, jüdische und levantinische Händler, um Damaszenerstoffe und „tappeti istoriati“ zu verkaufen. Der in Venedig überall verbreitete, weiße „istrische Marmor“ wurde in großen Mengen dorthin verfrachtet.
Im Krieg zwischen Venedig und dem Heiligen Römischen Reich stand Capodistria auf der deutschen Seite und wurde dafür von Kaiser Konrad II. im Jahr 1035 mit der Verleihung der Stadtrechte belohnt. Ab 1225 gehörte auch Isola zur Jurisdiktion von Capodistria. Im April 1182 verlieh der Doge der Kommune das Privileg des Salzstapels. Dieser bestimmte, dass zwischen Grado und Pula ausschließlich in Capodistria Salz entladen werden durfte. Die Einnahmen aus diesem Geschäft wurden zwischen Venedig und der Stadt hälftig geteilt. Die Erträge aus den Einfuhren aus dem slowenischen Hinterland wurden zwischen den beiden Städten und dem Bistum aufgeteilt.
1278/1280 wurde Capodistria-Koper Teil der Republik Venedig. 1420 trat der Patriarch von Aquileia seine verbliebenen Besitzung in Istrien an Venedig ab, das so seine dortigen Territorien arrondieren konnte.
Die Stadt wurde zum Verwaltungszentrum des venezianischen Istriens und wurde von den Venezianern seitdem lateinisch Caput Histriae, italienisch Capo d’Istria, Haupt(-stadt) Istriens, genannt. Daraus leitet sich der heutige italienische Name Capodistria ab.

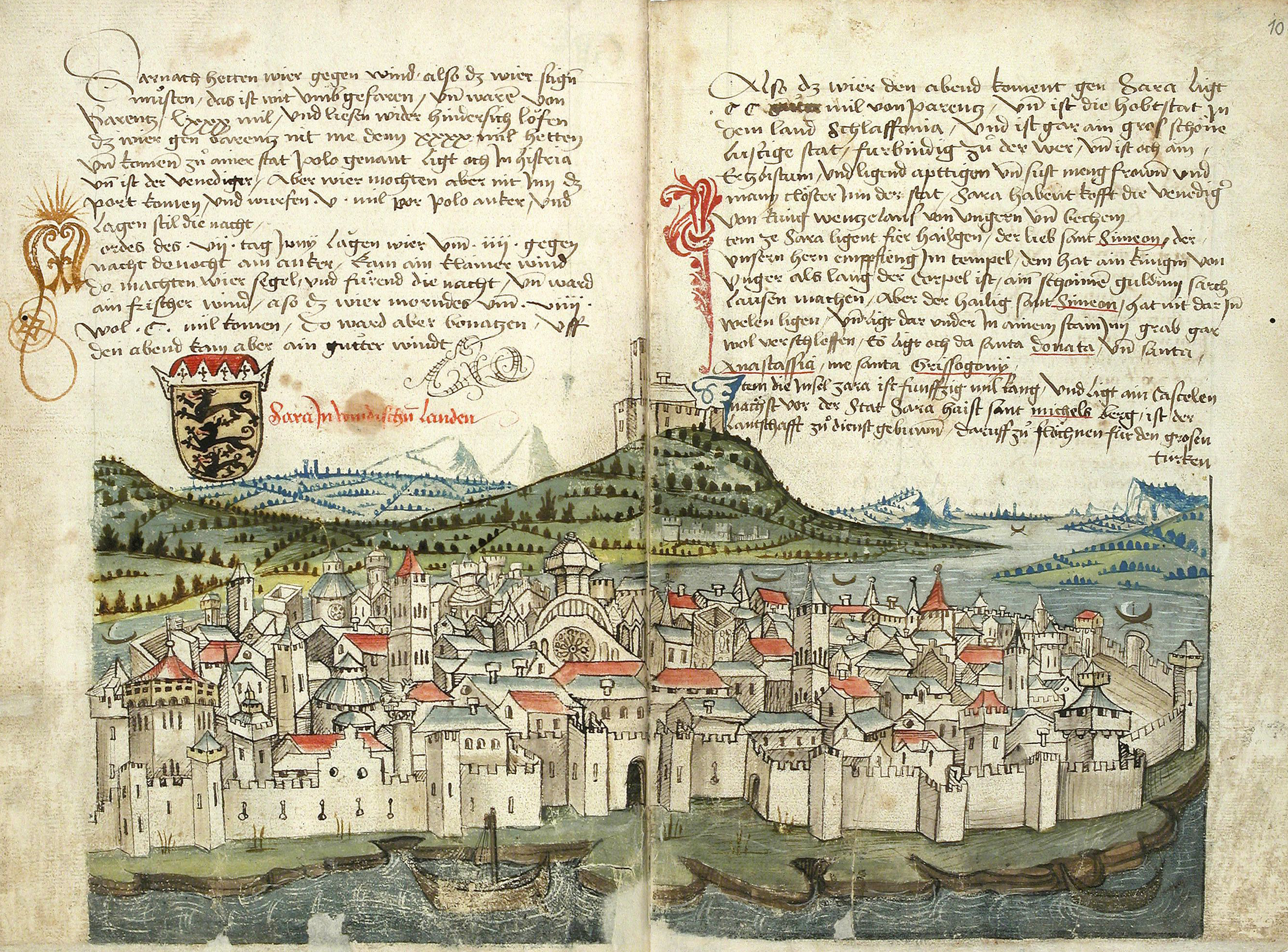
Ansicht von Capodistria, Conrad Grünenberg: Beschreibung der Reise von Konstanz nach Jerusalem, um 1487, f. 9v–10r

Capodistria, ab 1279 unter venezianischer Herrschaft, verlangte Ende des 13. Jahrhunderts eine größere Eigenständigkeit in Form eines Gremiums aus Sapientes, die mit weitgehenden Befugnissen ausgestattet sein sollten. Eine ganze Reihe späterer Dogen war, bevor sie das höchste Staatsamt übernahmen, zuvor als Podestà von Capodistria tätig, so etwa Giovanni Dandolo (bis 1280), Pietro Gradenigo (1289) oder Bartolomeo Gradenigo (1329). Die Maria-Himmelfahrt-Kathedrale entstand im 14. Jahrhundert.
In den Jahren 1347 bis 1353 wütete die Pest, die auf Istrien zuerst Capodistria traf – es kam zu einem Aufstand. Die Wiederkehr der Pandemie im Jahr 1361 traf Capodistria erneut besonders hart. 1380 entstand in Capodistria ein erstes jüdisches Bankhaus, was dem wachsenden Kreditbedarf entgegenkam. Doch 1386 konnte Capodistria den Kirchenzehnten nicht mehr aufbringen. Der Handel blühte dort, im Gegensatz zur übrigen Halbinsel, und die Bevölkerung wuchs auf 12.000 Einwohner an. Durch das Wüten der Pest sank diese Zahl im 16. Jahrhundert jedoch erneut dramatisch; 1514 traf die Pest die Stadt, dann wieder 1527, 1553–1554, abermals 1573. Erst nach 1630 endete die Phase der sich ständig wiederholenden Pestzüge. Mit der Pest von 1631 bis 1632 endete die Phase der großen Epidemien auf der Halbinsel nach beinahe drei Jahrhunderten endgültig. Allerdings war diese Welle besonders heftig. So brach in Capodistria die Bevölkerungszahl von 6000 auf 1800 ein.

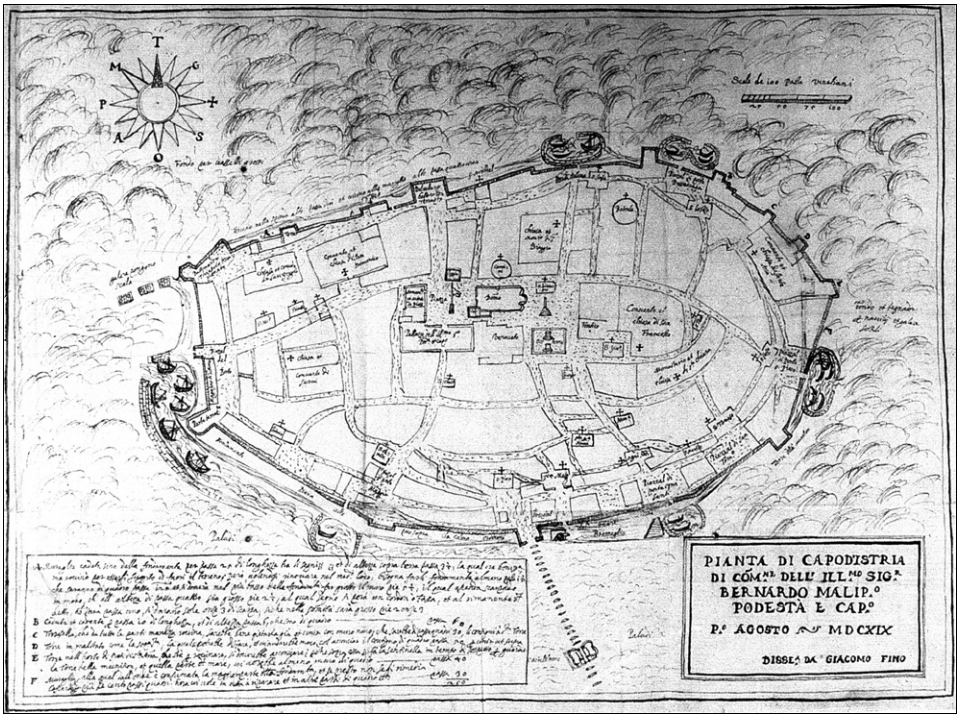
Ältester Stadtplan von Capodistria, Giacomo Fino, 1619

Stärkster Verfechter der Reformation war der Bischof von Capodistra, Pier Paolo Vergerio. Es entstand zudem eine Täufergemeinde. Doch im Zuge der Gegenreformation verschwanden die Gemeinden unter dem Druck der Inquisition.

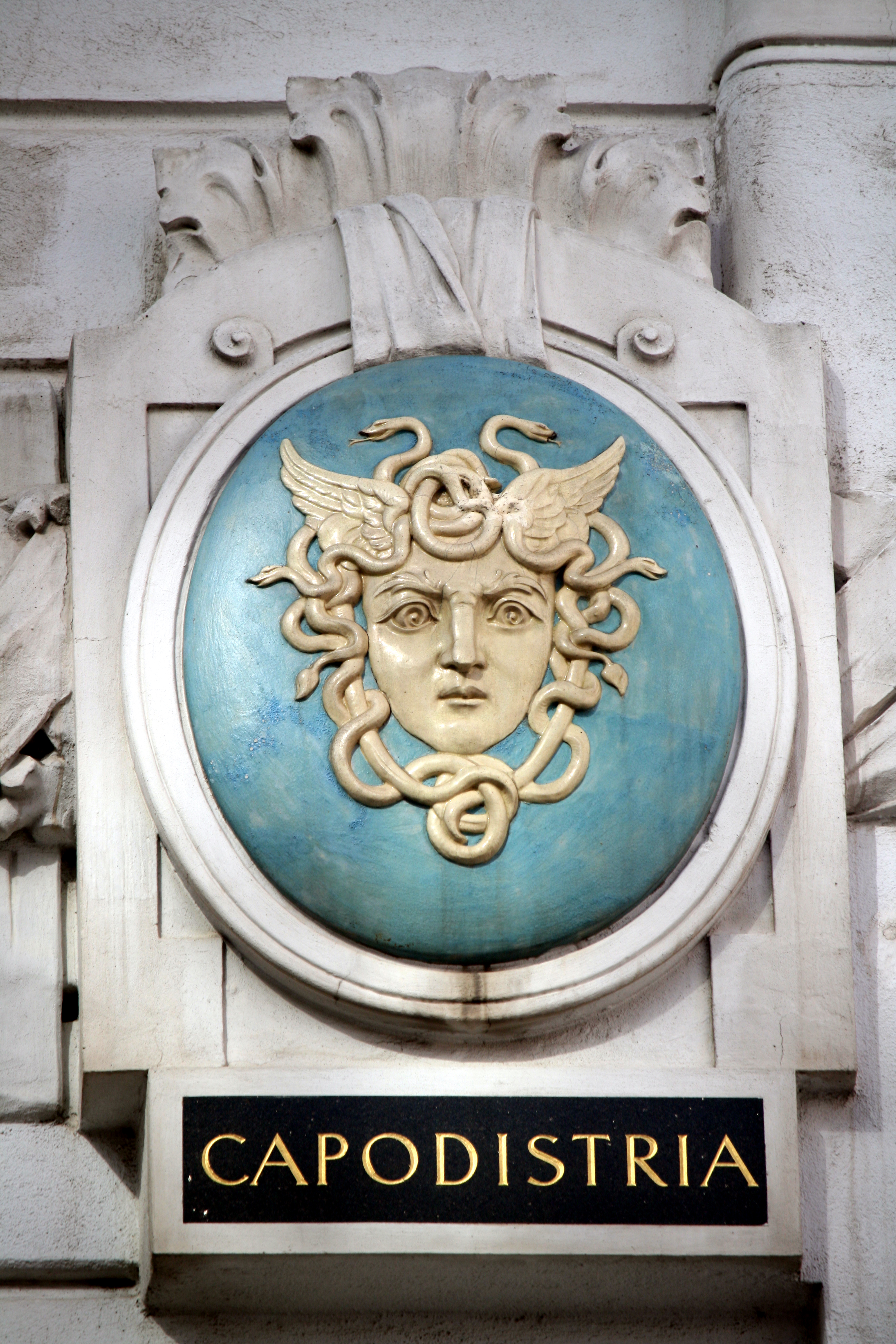
Wappen von Koper auf dem einst von der Marinesektion des k.u.k. Kriegsministeriums genutzten Amtsgebäudes Marxergasse 2 in Wien. Im amtlichen Gebrauch der k.u.k. Marine wurden die Namen in italienischer Sprache verwendet.

Durch den Frieden von Campo Formio 1797 wurde die Republik Venedig aufgelöst und kam an Habsburg. Istrien und somit auch Capodistria-Koper wurde 1815 von Venedig abgetrennt und mit dem davor schon österreichischen Triest die Verwaltungseinheit Österreichisches Küstenland geschaffen. In der österreichischen Zeit wurde die Stadt und der Hafen aber durch das nahe gelegene Triest in den Schatten gestellt, während der ungarische Reichsteil Fiume (Rijeka) zu seinem wichtigsten Adriahafen ausbaute. Capodistria blieb so eine Kleinstadt. Nach der k.u.k. Volkszählung im Jahr 1900 lebten dort 7205 italienische, 391 slowenische, 167 kroatische und 67 deutsche Einwohner.

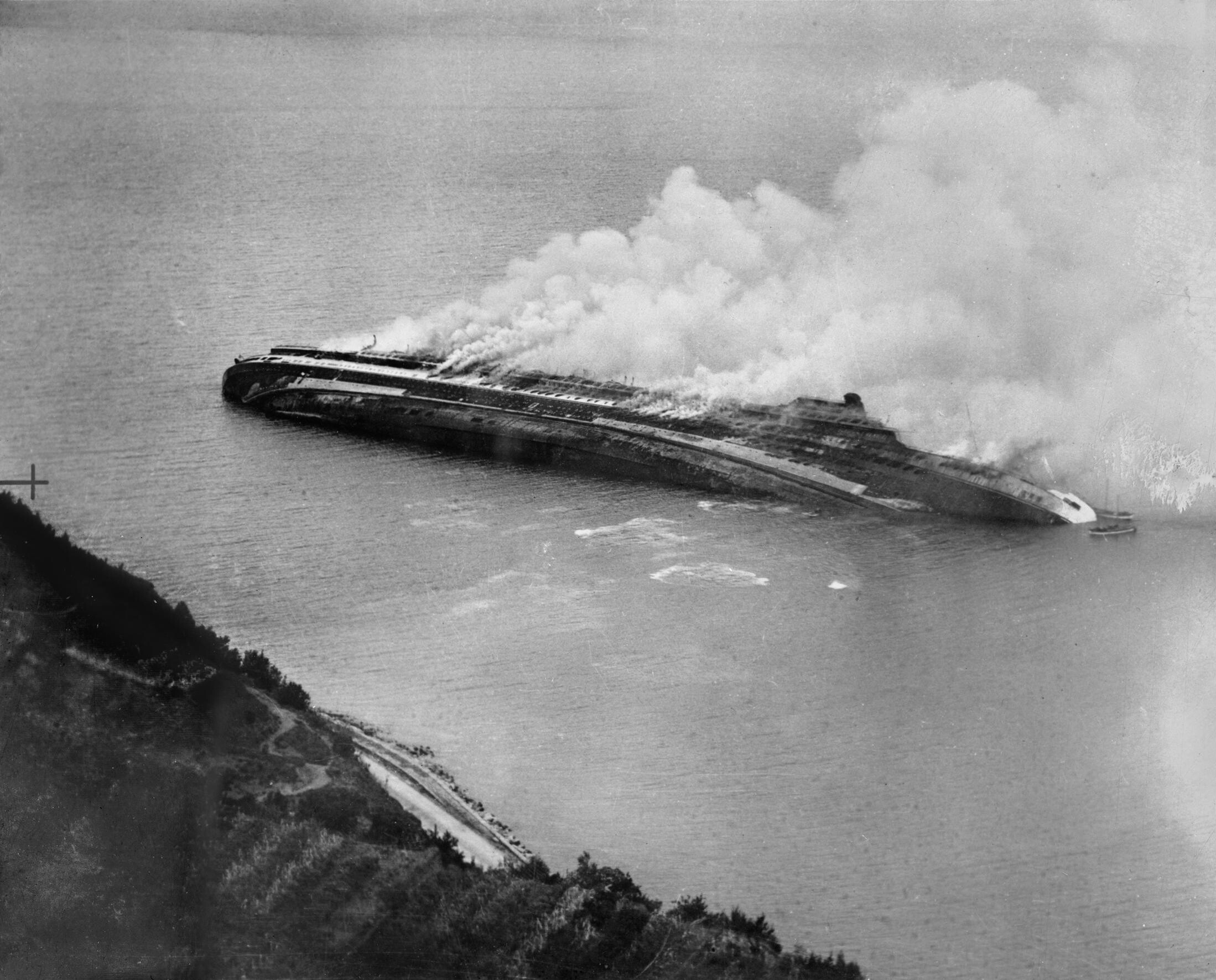
Flugzeuge der Royal Air Force versenkten in der Bucht von Capodistria die REX im September 1944

1919 fiel Koper mit dem gesamten Küstenland an Italien. 1947 wurde es Teil der Zone B des Freien Territoriums Triest, die unter jugoslawischer Verwaltung stand.
Bei der Auflösung und Aufteilung des Territoriums 1954 fiel Koper-Capodistria an Jugoslawien. Die großteils italienischsprachige Bevölkerung floh von 1943 bis 1954 nach Italien. In der Föderativen Volksrepublik Jugoslawien wurde Koper der Teilrepublik Slowenien zugeteilt. 1977 wurde diese Angliederung auch völkerrechtlich durch den Vertrag von Osimo bestätigt. In der Folge wurde eine eigene katholische Diözese Koper gegründet, davor gehörte die Stadt kirchlich immer noch zum Bistum Triest, dessen Bischof jedoch im italienischen Ausland residierte.
Seit dem Zerfall Jugoslawiens 1991 gehört Koper zum nun unabhängigen Slowenien und stellt dessen einzigen Handelshafen an der Adriaküste dar. Die Bedeutung der Stadt und des Hafens ist deshalb wieder gestiegen. Koper ist seit 2003 Sitz der Universität Primorska.
Im Oktober 2022 wurde ein Städtepartnerschaftsvertrag zwischen dem österreichischen Klagenfurt und Koper unterzeichnet.

## Religion
Koper war spätestens seit dem frühen 6. Jahrhundert Bischofssitz. Im Jahr 1498 wurde in der Stadt der lutherische Theologe Pier Paolo Vergerio geboren; in Koper wirkte er von 1536 bis 1548 als Bischof. Im Jahr 1828 kam Koper zum Bistum Triest und Capodistria. Mit der Eingliederung in Jugoslawien wurde das Bistum Koper wieder unabhängig.

## Wirtschaft
Große Arbeitgeber sind der Hafen Koper und die Firma Tomos. Der Sommertourismus bringt erhebliche Umsätze, schafft aber überwiegend nur saisonale Arbeitsplätze.

## Verkehr
Der für Personen- und Güterverkehr wichtige Bahnhof liegt am Stadtrand, einen Kilometer vom Hafen entfernt. Die Stadt erhielt ihren Bahnanschluss erst sehr spät. Unter österreichischer Herrschaft lag der Fokus auf dem Hafen Triest. Erst 1902 wurden Triest und Koper durch die schmalspurige Lokalbahn Triest–Parenzo verbunden, der erste Schienenanschluss für Koper, der aber schon 1935 wieder aufgegeben wurde. Dann dauerte es bis 1967, bevor die Jugoslawische Eisenbahn Koper mit der Bahnstrecke Prešnica–Koper anschloss. Diese wegen des gebirgigen Terrains technisch anspruchsvolle Strecke wurde 1976 elektrifiziert und schließt nach etwa 32 Kilometern bei (dem 1908 eröffneten Halt) Prešnica in die seit 1876 bestehende Bahnstrecke Divača–Pula. Die Steigungsverhältnisse (bis zu 25 ‰) auf der nach Divača führenden Steilstrecke erfordern es, schwere Güterzüge von Koper mit zwei Lokomotiven zu bespannen.
Derzeit entsteht der Neubau der Bahnstrecke Divača–Koper, die die bisherige überlastete Bahnstrecke Prešnica–Koper ersetzen soll.
Es gibt direkte Zugverbindungen von Koper nach Ljubljana. Triest ist mit der Eisenbahn nur über Divača, Sežana, Nova Gorica (Wocheiner Bahn) sowie Gorizia Centrale zu erreichen.

## Bildung
Koper ist der Sitz der 2003 gegründeten staatlichen Universität Primorska (slowenisch Univerza na Primorskem; italienisch Università del Litorale) mit circa 5.400 Studierenden.

## Sport
In der Stadt ist der Fußball-Erstligist FC Koper beheimatet, der seine Heimspiele im Stadion ŠRC Bonifika austrägt. Bekannt sind ferner der Handballverein RK Koper und der Basketballverein KK Koper, deren Heimspiele in der Halle ŠD Bonifika stattfinden. Die Wasserballer von VK Koper spielen regelmäßig im Europapokal und gehören auch zu den Gründungsmitgliedern der 2008 eingeführten transnationalen Adria-Liga.

## Persönlichkeiten
- Nikolosa Bursa († 1512), Benediktinerin, Äbtissin
- Santorio Santorio (1561–1636), italienischer Mediziner
- Ferdinand I. Cavallar von Grabensprung (1805–1881), altösterreichischer Offizier; lebte zeitweise in Koper
- Ferdinand von Schrott (1843–1921), Jurist
- Karl von Köppel (1845–1910), österreichisch-ungarischer Vizeadmiral
- Andrej Karlin (1857–1933), 1911–1919 Bischof des Bistums Triest und Capodistria
- Leopold Mandić (1866–1942), kroatischer Geistlicher und Heiliger; lebte zeitweise in Koper
- Nazario Sauro (1880–1916), österreichisch-italienischer Marineoffizier und Irredentist
- Anton Pohl (1889–1982), österreichischer Offizier, Generalmajor
- Guido Jakoncig (1895–1972), österreichischer Politiker, 1932/33 Handelsminister
- Georg Zimmermann (1897–1958), österreichischer Politiker, 1945–1949 Finanzminister
- Riccardo Divora (1908–1951), italienischer Ruderer
- Giovanni Plazzer (1909–1983), italienischer Ruderer
- Bruno Vattovaz (1912–1943), italienischer Ruderer
- Bruno Parovel (1913–1994), italienischer Ruderer
- Giovanni Scher (1915–1992), italienischer Ruderer
- Giuseppe Ramani (1922–1973), italienischer Ruderer
- Luciano Marion (1928–1993), italienischer Ruderer
- Giovanni Steffè (1928–2016), italienischer Ruderer
- Tomaž Gantar (* 1960), slowenischer Mediziner und Politiker
- Ljubica Jelušič (* 1960), Politikerin
- Nina Blazon (* 1969), deutsche Schriftstellerin
- Mladen Rudonja (* 1971), Fußballspieler
- Vasilij Žbogar (* 1975), Segler
- Tinkara Kovač (* 1978), Flötistin und Sängerin
- Vanja Rupena (* 1978), kroatisches Fotomodel und ehem. Miss Kroatien
- Matej Mavrič (* 1979), Fußballspieler
- Giovanni Cernogoraz (* 1982), kroatischer Olympiasieger im Sportschießen (London 2012)
- Alja Velkaverh (* 1982), Flötistin
- Milidrag Marič (* 1983), Fußballspieler
- Michele Skatar (* 1985), Handballspieler
- Andreja Klepač (* 1986), Tennisspielerin
- Uroš Paladin (* 1988), Handballspieler
- Dean Bombač (* 1989), Handballspieler
- Lea Sirk (* 1989), Sängerin und ESC-Teilnehmerin 2018
- Tine Poklar (* 1990), Handballspieler
- Borut Mačkovšek (* 1992), Handballspieler
- Miha Blažič (* 1993), Fußballspieler
- Andreja Leški (* 1997), Judoka

## Fotos

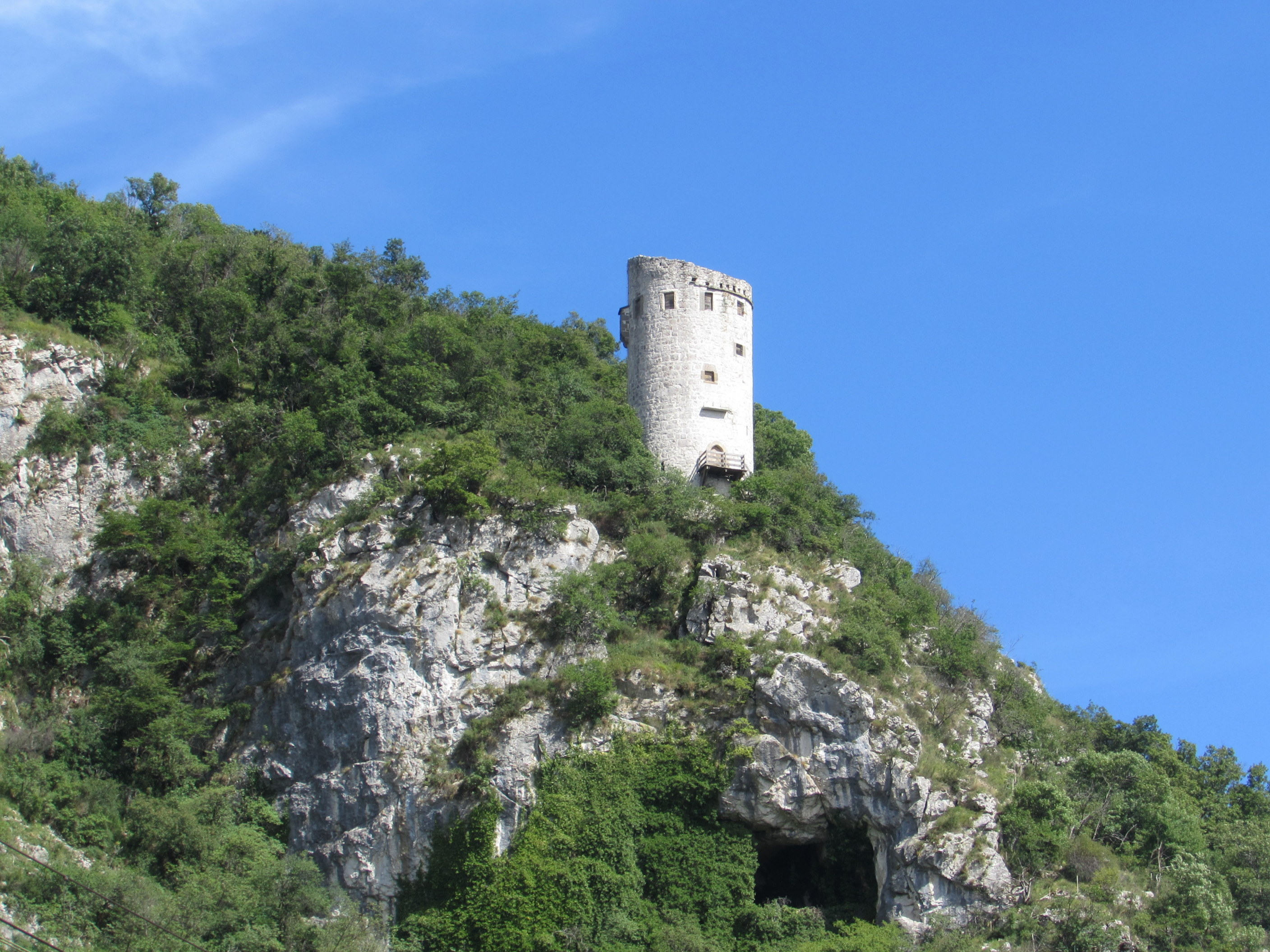
Oberhalb des zur Gemeinde gehörenden Dorfes Podpeč befindet sich ein venezianischer Wehrturm, der spätestens seit dem frühen 15. Jahrhundert als Verteidigungsanlage diente
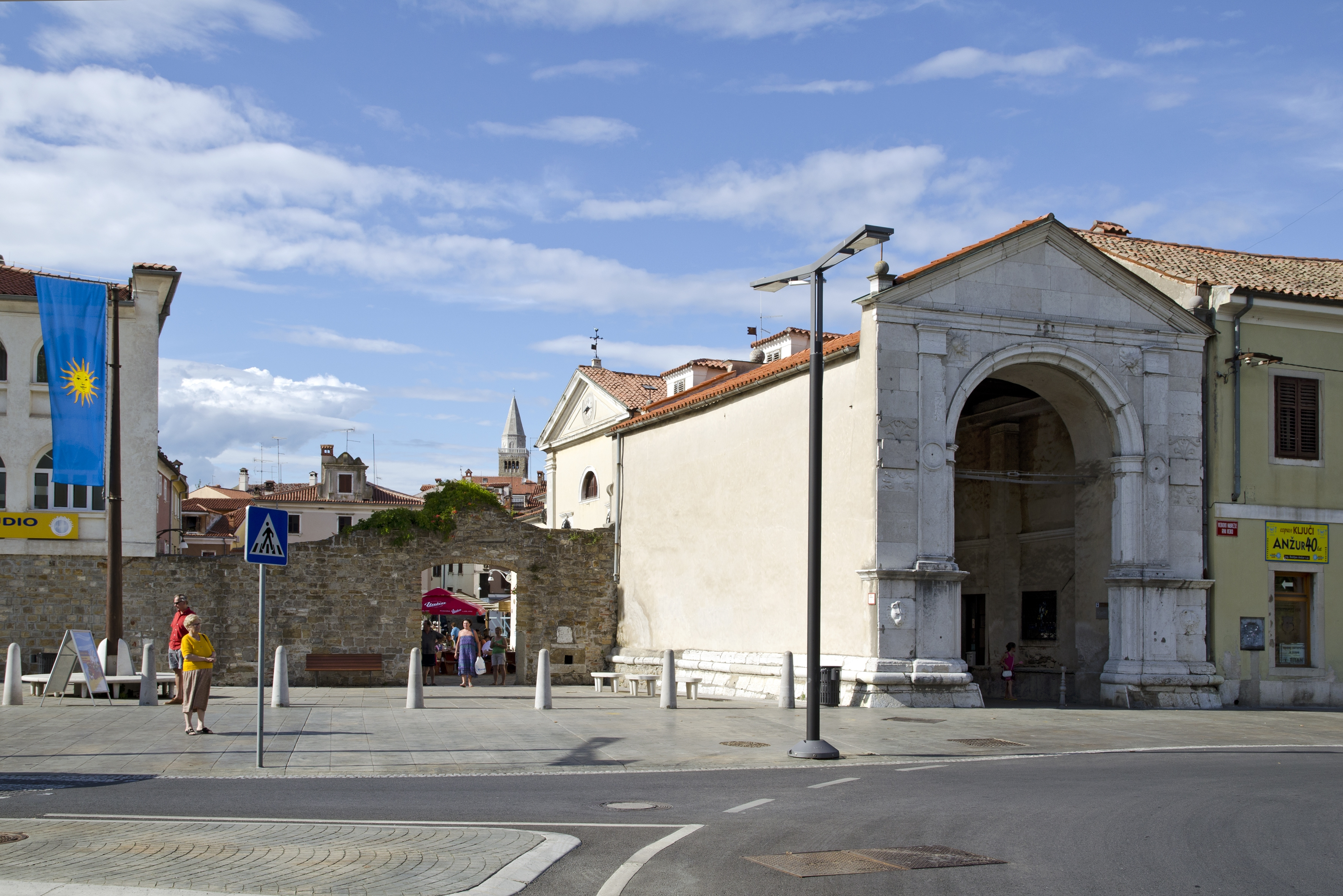
Muda-Tor, erbaut 1516 (Ausgang Prešernov-Platz)
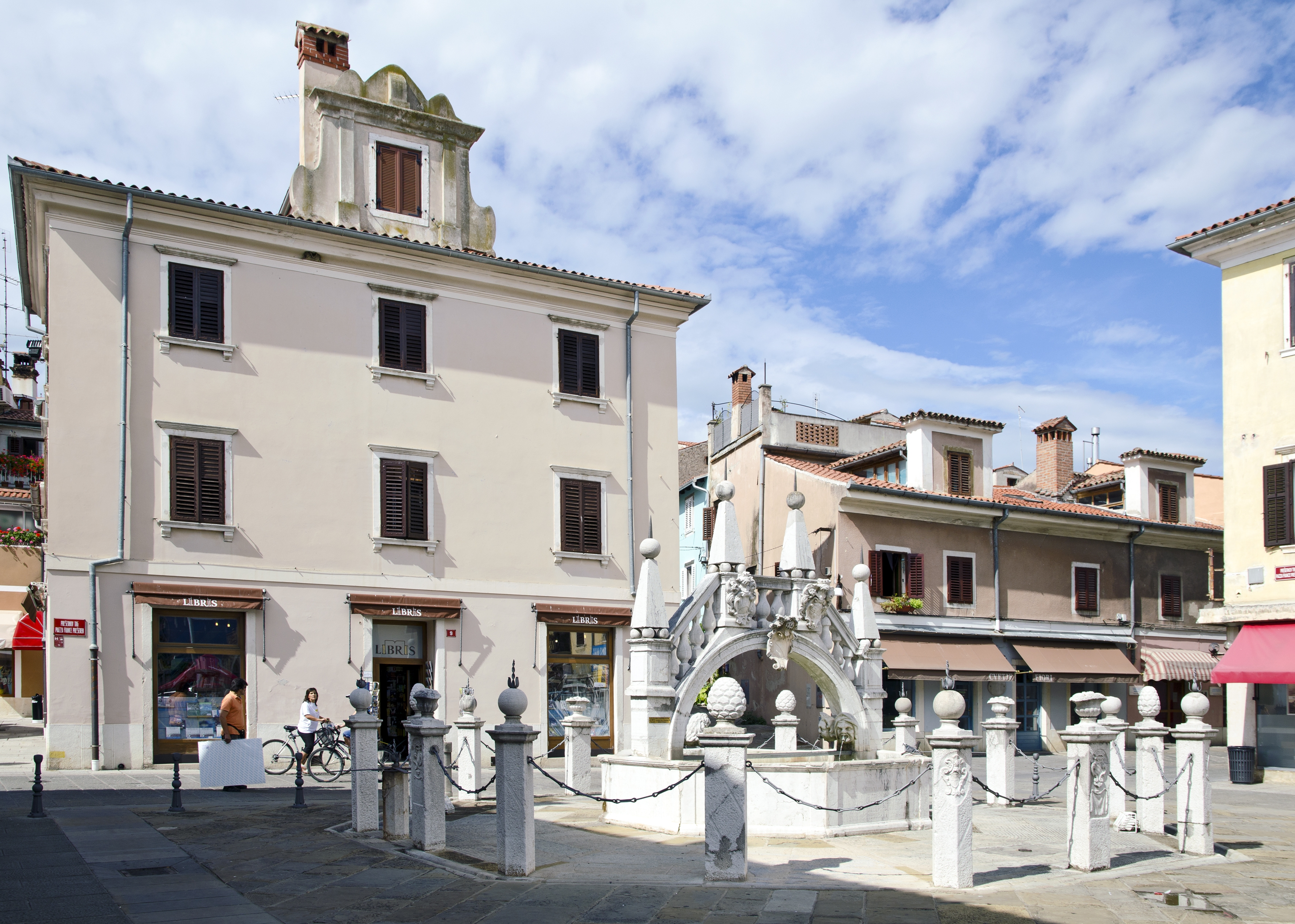
Da-Ponte-Brunnen, 1432 errichtet, 1666 in die heutige Form gebracht (Prešernov-Platz)
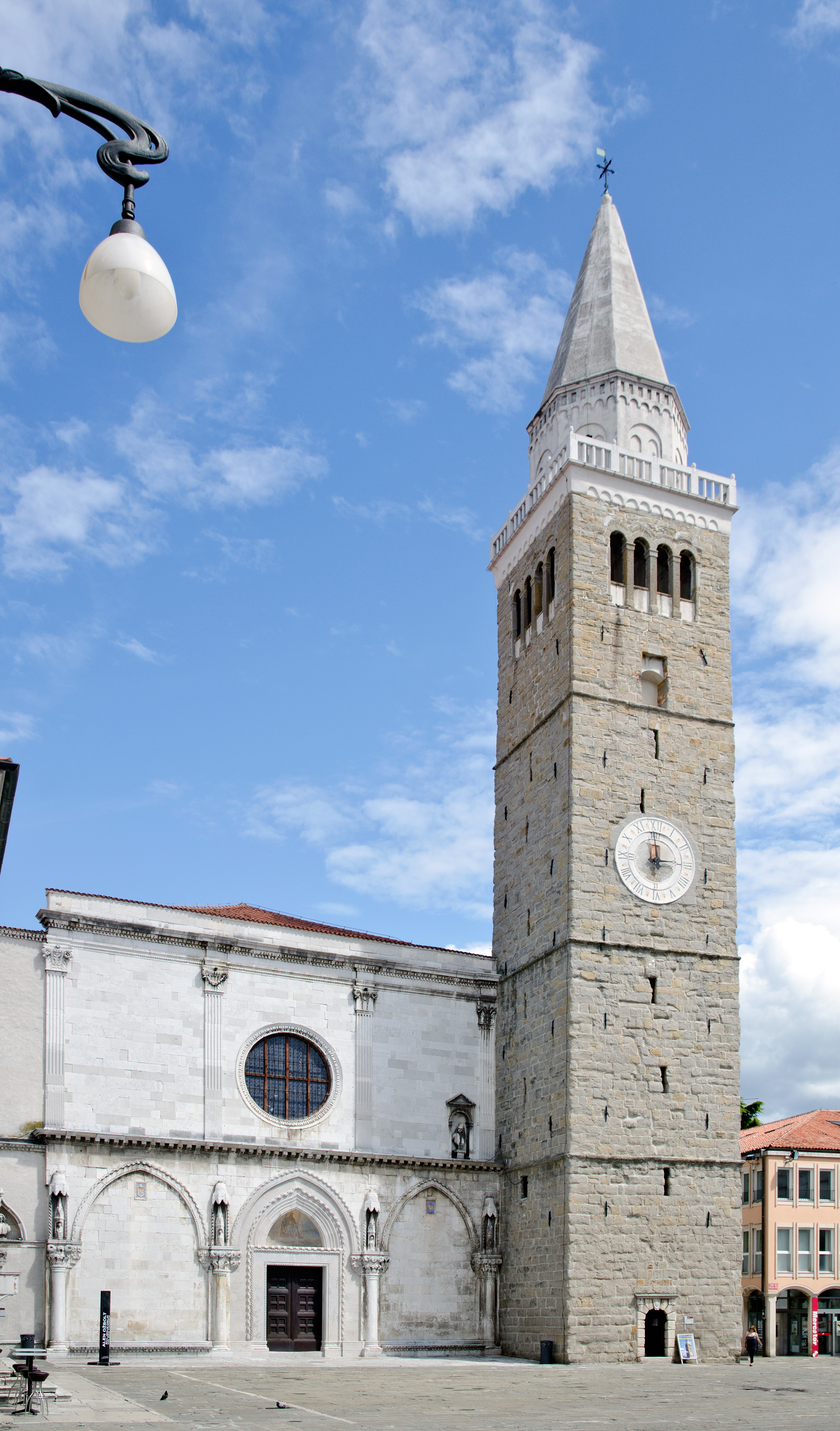
Kathedrale Mariä Himmelfahrt, Ursprung: 12. Jahrhundert (Tito-Platz) [Anm. 1]
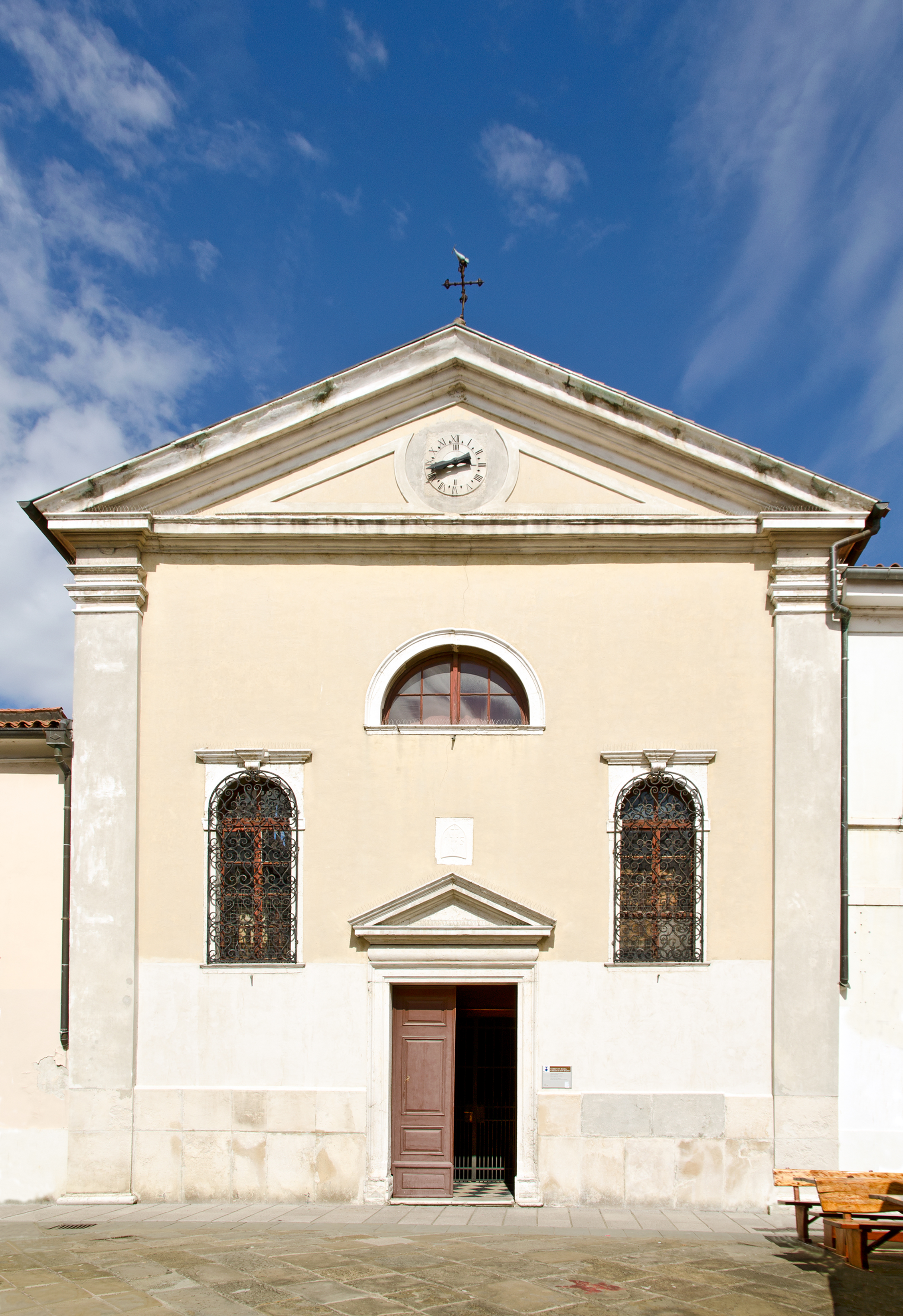
St.-Bassa-Kirche, erbaut im 16. Jahrhundert (Prešernov-Platz)
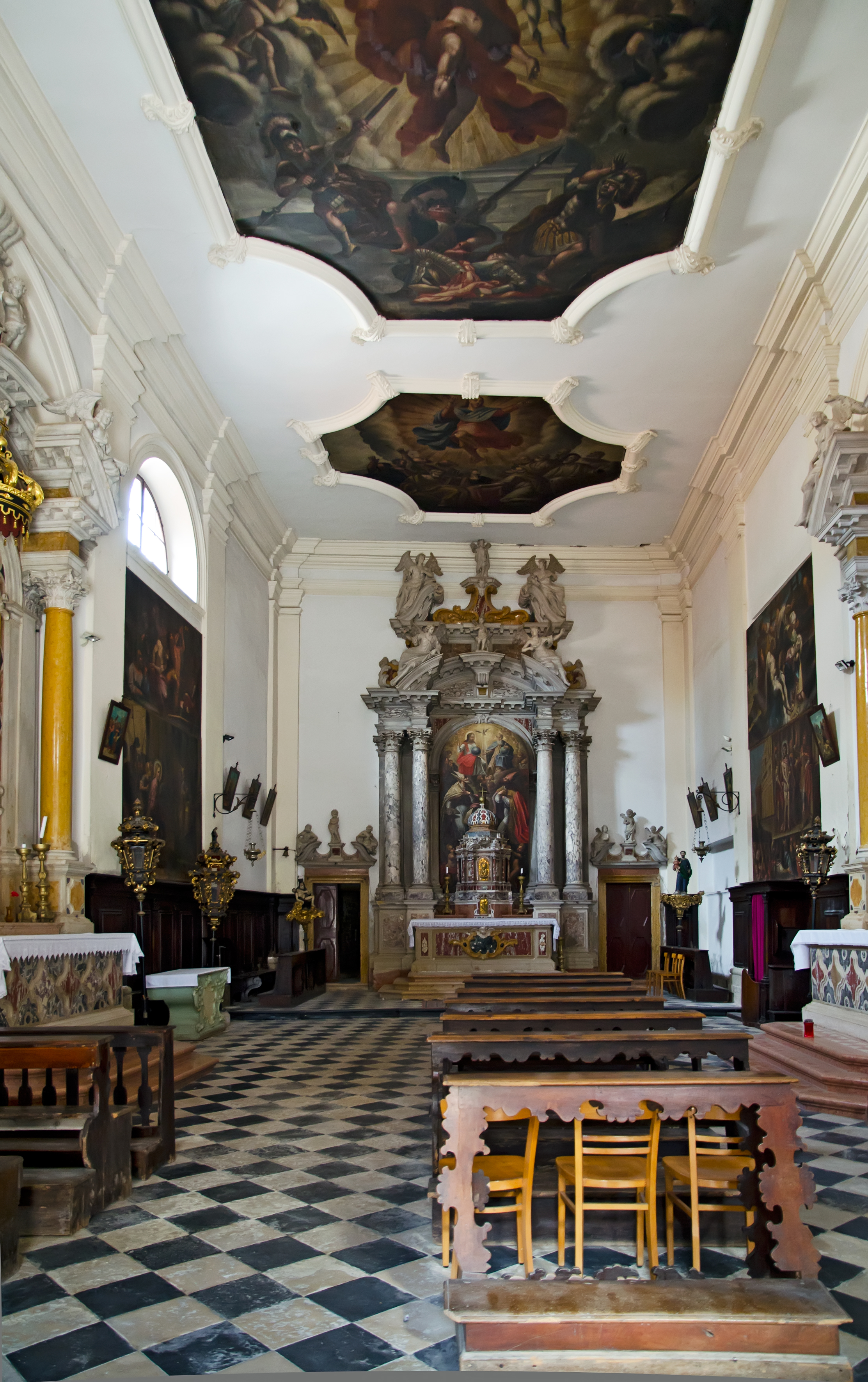
St.-Bassa-Kirche, Innenraum [Anm. 2]
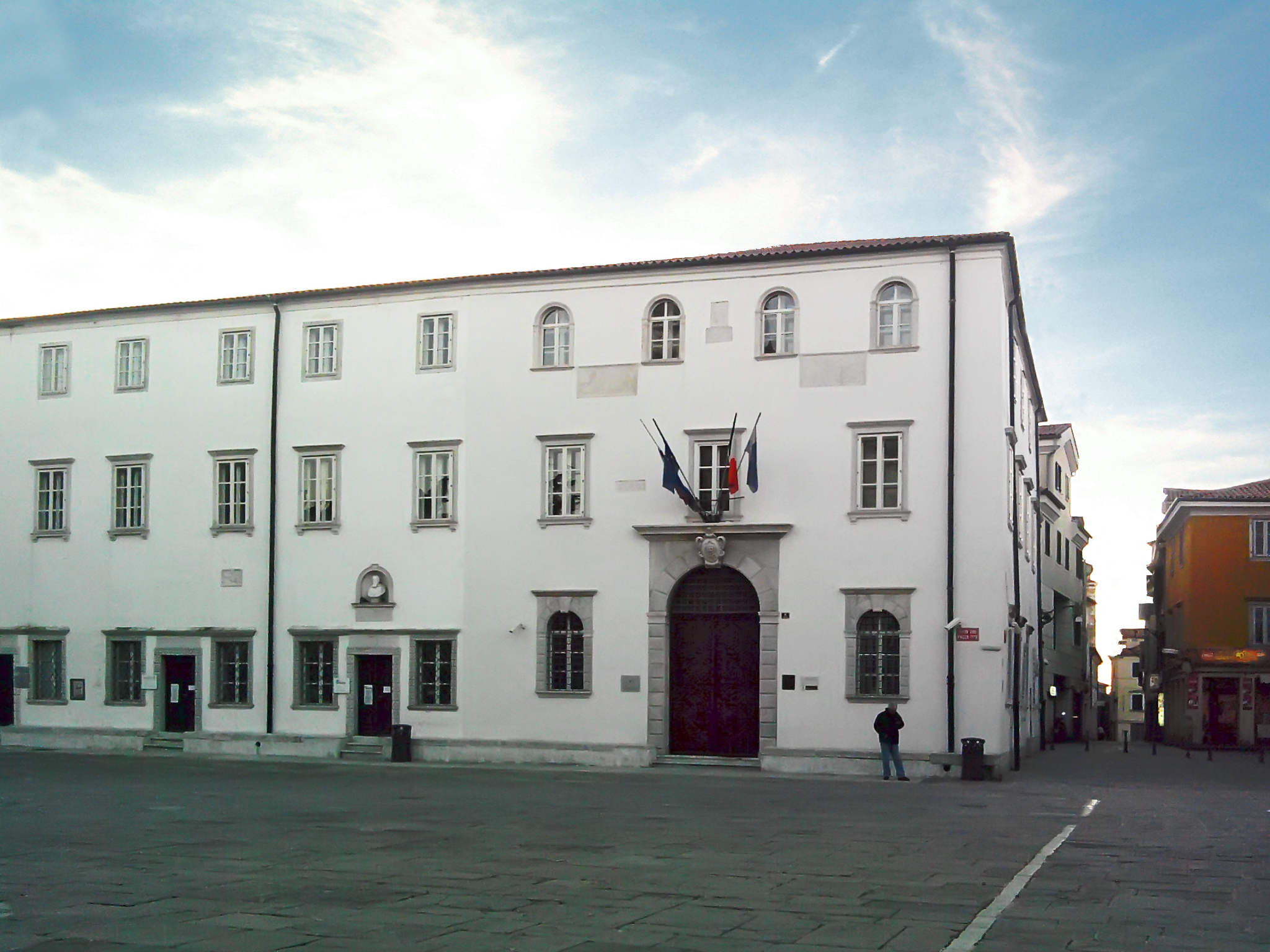
Universität Primorska, gegründet 2003, (Tito-Platz) [Anm. 3]
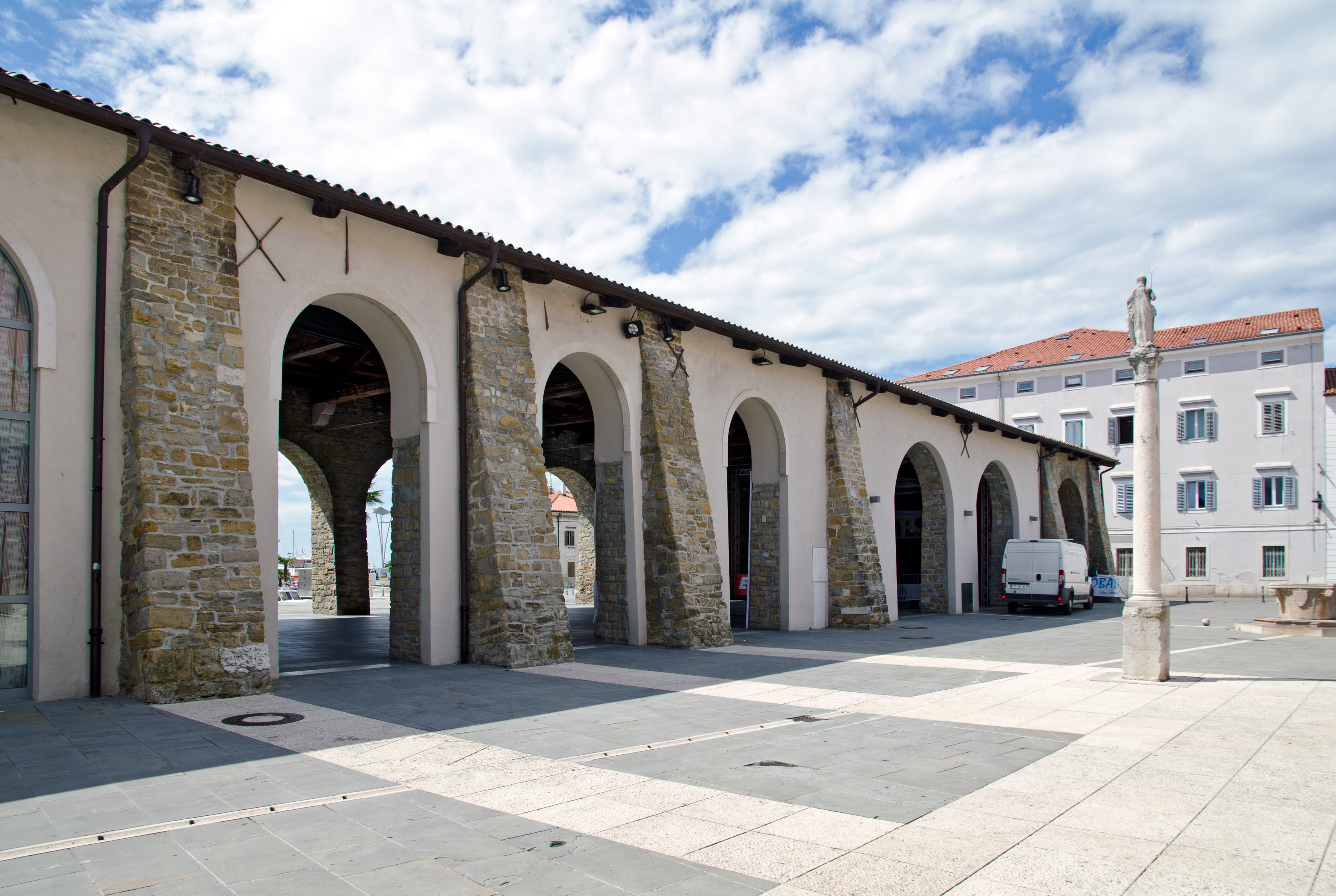
Carpaccio-Platz mit Taverna (zu venezianischer Zeit: Salzlager, Markthalle) sowie Säule der Heiligen Justina [Anm. 4]
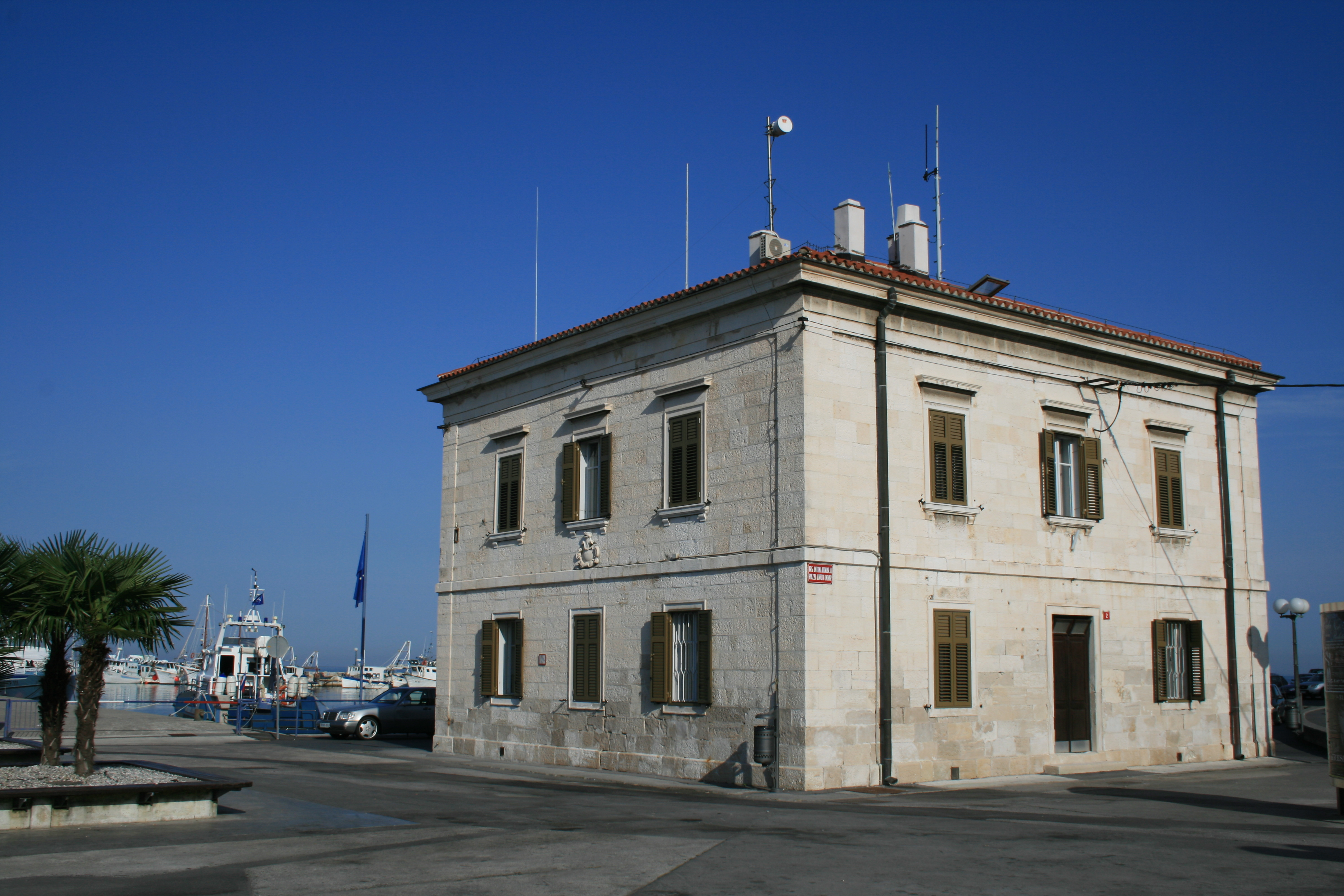
Ehemaliges Verwaltungsgebäude des Passagierhafens (Ukmarjev-Platz 2)

## Literatur

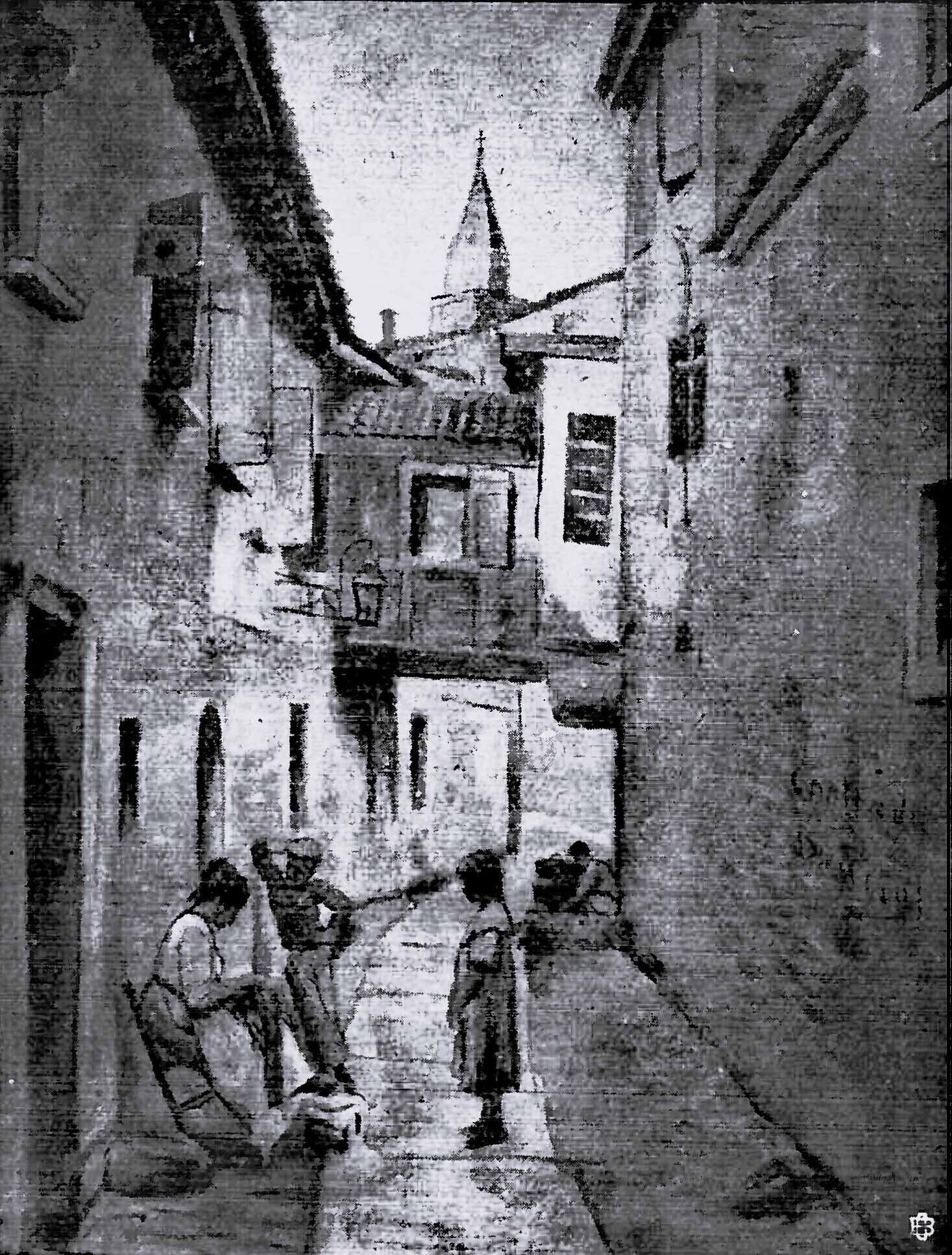
Straße in Capodistria von Willibald Leo von Lütgendorff-Leinburg, vor 1905

### Archäologie, Geschichte
- Jana Horvat, Vesna Svetličič: Prehistoric and early Roman settlement in northwestern Istria, Ljubljana 1997 (Ausgrabungen der römischen Siedlung Sermin).
- Katja Puppe: Der lange Weg nach Istrien. Die venezianische Unterwerfung der Halbinsel, vornehmlich am Beispiel Kopers (1279–1349), Diss., Leipzig 2017. (academia.edu)
- Ivan Marković, Ljuba Vrabec, Damjana Ivančič: Capodistria attraverso i secoli. Libri e cultura, Ljubljana 2000.
- Aldo Cherini, Pietro Valente: Il doge Nicolò Sagredo e il collegio di Capo d’Istria, Triest 2006. (Digitalisat, PDF)
- Lia De Luca: L'interprete nella dimensione della testimonianza: il caso istriano, in: Acta Historiae 19 (2011) 141–156 (zur Rolle der Übersetzer im Capodistria der Mitte des 18. Jahrhunderts, insbesondere in den vom Rat der Zehn beaufsichtigten und gesteuerten Geheimprozessen um inquisitonsnahe Fragen). (academia.edu)
- Niccoló Del Bello: Capodistria, la Piazza del comune nel secolo XV, in: Pagine istriane 11–12 (1905) 245–264.
- Rafaele Santoro: L'archivio antico municipale di Capodistria all'archivio di stato di Venezia, in: Ester Capuzzo, Bruno Crevato-Selvaggi (Hrsg.): Atti del VI convegno internazionale Venezia e il suo Stato da mar / Venice and its Stato da Mar, Venezia / Venice, 22-24 febbraio / February 2018, Bretschneider, Società Dalmata di Storia Patria, Rom 2019, S. 145–155. (online, PDF)
- Giovanni Radossi: Nobili e popolani a confronto. Il caso di Capodistria del 1770, Atti, Centro di Ricerche Storiche, Rovigno, Bd. XLIV, 2014, S. 109–173. (online)

### Reiseführer
- Salvator Žitko, Jaka Jeraša (Ill.), Klara Hočevar (Übers.): Koper. Touristischer Kunstführer durch die Stadt und Umgebung. Založba Lipa, Koper 1988, OBV.
- Dieter Schulze: Slowenien. 4. Auflage, Dumont direkt, Ostfildern 2024. ISBN 978-3616000701.
- Ricarda Gerhardt: Slowenien. Mit Istrien und Triest. Reise-Handbuch, 2. Auflage. Reisebuchverlag Iwanowski, Dormagen 2005, ISBN 3-933041-17-1, S. 361–369. – Text in Teilen online.
- Isolde Bacher (Bearb.), Rainer Eisenschmid (Red.): Istrien – Kvarner Bucht. Baedeker-Allianz-Reiseführer. 3. Auflage, Baedeker, Ostfildern 2007, ISBN 978-3-8297-1130-2, S. 81–86.